# Инфлация (космология)
В космологията, космическата инфлация е теория на експоненциално разширение на пространството в ранния етап на Вселената. Епохата на инфлация продължава от 10−36 секунди след хипотетичната сингулярност на Голям взрив до около 10−33 – 10−32 секунди след сингулярността. След инфлационния период Вселената продължава да се разширява, но с по-бавна скорост.
Инфлационната теория е разработена към края на 1970-те и началото на 1980-те години чрез значителните приноси на няколко теоретични физици, сред които Алексей Старобински, Алан Гут и Андрей Линде. След това теорията е доразработвана. Тя обяснява произхода на едромащабната структура на космоса. Квантовите флуктуации в микроскопичния инфлационен регион, увеличени до космически размер, стават основи за растеж на структурата на Вселената. Много физици вярват, че именно инфлацията обяснява защо Вселената изглежда еднакво във всички посоки (изотропия), защо реликтовото излъчване е равномерно разпределено, защо Вселената е плоска и защо не съществуват магнитни монополи.
Подробният механизъм на физиката на елементарните частици, отговорен за инфлацията, все още не е известен. Основната инфлационна парадигма е приета от повечето физици, тъй като редица прогнози на инфлационния модел са потвърдени чрез наблюдения. Все пак, съществува и значително малцинство учени, които не са съгласни с тази позиция. Хипотетичното поле, за което се смята, че е отговорно за инфлацията, се нарича инфлатон.

## Теория
Разширяващата се Вселена по принцип има космологичен хоризонт, който аналогично със стандартния хоризонт на кривината на земната повърхност, обозначава границата на частта от Вселената, която даден наблюдател може да види. Светлина (или друго лъчение), излъчвана от обекти отвъд космологичния хоризонт в ускоряваща се Вселена, никога не достига наблюдателя, тъй като разстоянието между наблюдателя и обекта се увеличава твърде бързо.
Видимата Вселена е само малка част от доста по-голямата невидима Вселена. Частите на невидимата Вселена не могат да се наблюдават от Земята, тъй като се намират извън текущия космологичен хоризонт. В стандартния горещ модел на Вселената без инфлация, космолочният хоризонт се премества навън, като по този начин донася нови области към видимата Вселена. Въпреки това, когато локален наблюдател види такъв регион за първи път, той не изглежда по-различен от всеки друг регион в космоса, който локалният наблюдател вече е виждал – реликтовото му излъчване е с почти същата температура като реликтовото излъчване в други региони. Това поражда мистерия: как тези нови региони знаят каква температура и кривина трябва да имат? Те не могат да го научат, получавайки сигнали, защото преди това не общуват със светлинния конус.
Инфлацията отговаря на този въпрос, като предполага, че всички региони идват от по-ранна ера с голяма вакуумна енергия или космологична константа. Пространството с космологична константа е качествено различно – вместо да се движи навън, космологичният хоризонт остава неподвижен. За всеки наблюдател разстоянието до космологичния хоризонт е постоянно. С експоненциално разширяващото се пространство два близки наблюдателя се разделят много бързо – толкова бързо, че разстоянието между тях бързо надхвърля възможностите на комуникациите. Пространствените отрязъци се разширяват много бързо, за да покрият огромни обеми. Неща непрекъснато преминават отвъд космологичния хоризонт, който е отдалечен на фиксирано разстояние и всичко става хомогенно.
Докато инфлационното поле бавно се отпуска към вакуума, космологичната константа приближава към нулата и пространството започва да се разширява нормално. Новите области, които влизат в полезрението по време на нормалната фаза на разширяване, са абсолютно същите области, които са били изтласкани от хоризонта по време на инфлацията и затова са с почти същата температура и кривина – защото произхождат от един и същ първоначално малък участък на пространството.
По този начин теорията на космическата инфлация обяснява защо температурите и кривините в различните региони са почти равни. Тя също така прогнозира, че общата кривина на пространствен отрез при константно глобално време е нула. Тази прогноза предполага, че общата обикновена материя, тъмна материя и остатъчна вакуумна енергия във Вселената се събират до критична плътност, а доказателствата подкрепят това. По-поразителното е, че инфлацията позволява на физиците да изчисляват миниатюрните разлики в температурата на различните области от квантовите флуктуации по време на инфлационната ера, а много от тези количествени прогнози са потвърдени.

## Мотивация
Инфлацията разрешава няколко проблема, открити в теорията на Големия взрив през 1970-те години. Инфлацията е предложена за прът път от Алан Гут през 1979 г., докато проучва защо днес не могат да се наблюдават никакви магнитни монополи. Той открива, че фалшив вакуум с положителна енергия би генерирал експоненциално разширяване на пространството (според общата теория на относителността). Много бързо се разбира, че подобно разширяване би разрешило много други дългогодишни проблеми. Тези проблеми са породени от наблюдението, че за да изглежда по настоящия начин, Вселената би трябвало да започне от много фино настроени или „специални“ начални условия при Големия взрив. Инфлацията се опитва да разреши тези проблеми чрез предоставяне на динамичен механизъм, който привежда Вселената до това специално състояние, като по този начин прави Вселена като нашата много по-вероятна в контекста на теорията за Големия взрив.